# Mniszków (Łódź)
Mniszków is een dorp in het Poolse woiwodschap Łódź, in het district Opoczyński. De plaats maakt deel uit van de gemeente Mniszków en telt 525 inwoners.